# Uciszków
Uciszków (ukr. Утішків) – wieś w obwodzie lwowskim, w rejonie złoczowskim (do 2020 roku w rejonie buskim) na Ukrainie.
Wieś starostwa grodowego buskiego na początku XVIII wieku. 

## Położenie
Na podstawie Słownika geograficznego Królestwa Polskiego i innych krajów słowiańskich to: wieś w powiecie złoczowskim, położona 24 km na północny-zachód od sądu powiatowego Złoczowie, 6 km na północny wschód od stacji kolei żelaznej urzędu pocztowego i telegraficznego w Krasnym.